# Chalarnak
Chalarnak (en árabe: تلارواق‎, en francés: Talarouak) es una localidad marroquí perteneciente al municipio de Isaguén, en la región de Tánger-Tetuán-Alhucemas. Desde 1912 hasta 1956 perteneció a la zona norte del Protectorado español de Marruecos.